# Saison 2016 de l'équipe cycliste Jo Piels
La saison 2016 de l'équipe cycliste Jo Piels est la quatorzième de cette équipe.

## Préparation de la saison 2016

### Arrivées et départs
| Arrivées      | Équipe 2015        |
| ------------- | ------------------ |
| Maikel Bos    | WV De Jonge Renner |
| Gijs Verdick  | Sensa-Kanjers      |
| Jelle Wolsink | Metec-TKH-Mantel   |

| Départs         | Équipe 2016          |
| --------------- | -------------------- |
| Tim Ariesen     | SEG Racing Academy   |
| Jochem Hoekstra | Parkhotel Valkenburg |
| Sjors Roosen    | retraite             |
| Sven van Luijk  | Parkhotel Valkenburg |

## Coureurs et encadrement technique

### Effectif
| Effectif 2016                              | Effectif 2016     | Effectif 2016 | Effectif 2016                           |
| Cycliste                                   | Date de naissance | Pays          | Équipe précédente                       |
| ------------------------------------------ | ----------------- | ------------- | --------------------------------------- |
| Stephan Bakker                             | 17 avril 1994     | Pays-Bas      |                                         |
| Maikel Bos                                 | 7 mai 1994        | Pays-Bas      |                                         |
| Gert-Jan Bosman                            | 16 août 1992      | Pays-Bas      | Parkhotel Valkenburg Continental (2014) |
| Twan Brusselman                            | 15 août 1993      | Pays-Bas      |                                         |
| Arvid de Kleijn                            | 21 mars 1994      | Pays-Bas      |                                         |
| Adriaan Janssen                            | 12 décembre 1995  | Pays-Bas      |                                         |
| Stefan Poutsma                             | 10 septembre 1991 | Pays-Bas      |                                         |
| Elmar Reinders                             | 14 mars 1992      | Pays-Bas      | Metec-TKH Continental (2013)            |
| Tim Rodenburg                              | 14 septembre 1994 | Pays-Bas      |                                         |
| Rens te Stroet                             | 23 septembre 1989 | Pays-Bas      |                                         |
| Twan van den Brand                         | 22 janvier 1989   | Pays-Bas      |                                         |
| Patrick van der Duin                       | 4 octobre 1995    | Pays-Bas      |                                         |
| Patrick van Leeuwen                        | 8 août 1969       | Pays-Bas      |                                         |
| Joey van Rhee                              | 14 novembre 1992  | Pays-Bas      | Metec-TKH Continental (2013)            |
| Gijs Verdick (1 janv.–9 mai, note)         | 23 juin 1994      | Pays-Bas      |                                         |
| Jeff Vermeulen                             | 7 octobre 1988    | Pays-Bas      | Metec-TKH Continental (2013)            |
| Jelle Wolsink                              | 11 novembre 1995  | Pays-Bas      | Metec-TKH-Mantel (2015)                 |
|                                            |                   |               |                                         |
| Sources : ProCyclingStats Cycling Archives |                   |               |                                         |

note: Gijs Verdick, mort des suites d'une compétition

## Bilan de la saison

### Victoires
| Date       | Course                                               | Pays     | Classe | Vainqueur      |
| ---------- | ---------------------------------------------------- | -------- | ------ | -------------- |
| 05/03/2016 | Ster van Zwolle                                      | Pays-Bas | 1.2    | Jeff Vermeulen |
| 17/04/2016 | 5e étape du Tour du Loir-et-Cher                     | France   | 2.2    | Jeff Vermeulen |
| 30/04/2016 | ZODC Zuidenveld Tour                                 | Pays-Bas | 1.2    | Elmar Reinders |
| 22/06/2016 | Championnat des Pays-Bas du contre-la-montre espoirs | Pays-Bas | CN     | Tim Rodenburg  |